# 월스트리트 저널
《더 월 스트리트 저널》(영어: The Wall Street Journal, WSJ)은 미국 뉴욕에서 뉴스 코프의 부문인 다우 존스가 경제와 비즈니스 뉴스에 무게를 두어 발행하는 조간으로서 미국을 비롯하여 전 세계적으로 가장 영향력이 큰 일간지이다. 미국판은 일주일에 6번 유럽과 아시아판은 5회 발행한다.
창간 이래 퓰리처상을 40회 최다 수상하였고, 오랜 기간 동안 미국 내에서 발행 부수 1위를 유지해 왔다.

## 역사
다우 존스사는 1882년 뉴욕에서 3인의 젊은 기자 찰스 다우, 에드워드 존스, 찰스 버그스트레서가 지하의 작은 사무실에 모여 직접 손으로 《Afternoon Letter》라는 정보지를 쓰기 시작하며 1889년 7월 8일에 공식적으로 창간되었다. 이름은 뉴욕의 경제 중심지 월 가에서 유래했다.
다우 존스사는 세계 경제의 정보욕구에 부응하기 위하여 1976년에 《The Asian Wall Street Journal》(2007년 명칭을 WSJ Asia로 변경)을 또 1983년에는 《The Wall Street Journal Europe》(WSJ Europe)을 창간하였다. 이 두개의 매체는 같은 개념을 바탕으로 공통의 독자를 대상으로 하고 있기 때문에 다우 존스사는 두 매체를 합하여 The Wall Street Journal International이라 부르고 있다. 그 외 9개 언어로 제작된 12개 에디션을 발행하고 있으며 리얼타임 블로그 뉴스도 한국어를 포함하여 각국의 언어로 서비스하고 있다.

## 같이 보기
- 찰스 다우 (Charles Dow)

## 참고 문헌
- Merrill, John C. and Harold A. Fisher. The world's great dailies: profiles of fifty newspapers (1980) pp 338–41